# Zenit-3SL
Zenit-3SL – trójczłonowa rakieta nośna używana przez amerykańsko-norwesko-rosyjsko-ukraińskie konsorcjum Sea Launch. Wystrzeliwana z pływającej platformy startowej Ocean Odyssey. Starty przeprowadzane są na wodach międzynarodowych na równiku, na Oceanie Spokojnym (154°W), 370 kilometrów na wschód od wyspy Kiritimati.
Jednostki napędowe wszystkich stopni są napędzane ciekłym tlenem (utleniacz) i kerozyną RP-1 (paliwo rakietowe).
Najniższy człon ma długość 32,9 m i średnicę 3,9 m. Drugi liczy 10,4 m długości przy tej samej średnicy 3,9 m. Oba człony o nazwie Zenit są budowane przez firmę KB Jużnoje.
Najwyższy stopień – Blok DM-SL ma 4,9 m długości i 3,7 m średnicy i jest produkowany przez RKK Energię.
Rakieta jest zakończona jednostką ładunkową o długości 11,4 m oraz średnicy 4,15 m wyprodukowaną przez Boeinga.
Pierwszy start rakiety odbył się w 1999 r. Do chwili obecnej rakieta startowała 36 razy, z czego trzy loty zakończyły się niepowodzeniem, a jeden był częściowo udany. Wszystkie starty, z wyjątkiem jednego, wynosiły satelity telekomunikacyjne na orbitę geostacjonarną.
Istnieje również wersja rakiety Zenit-3SL oznaczona jako Zenit 3SLB, której starty odbywają się z Kompleksu nr 45 w kazachskim kosmodromie Bajkonur.

## Chronologia startów
1. 28 marca 1999, 01:29:59 GMT; s/n?; miejsce startu: Ocean Odyssey, Ocean Spokojny
Ładunek: Demosat; Uwagi: start udany – lot demonstracyjny
2. 10 października 1999, 03:28:00 GMT; s/n?; miejsce startu: Ocean Odyssey, Ocean Spokojny
Ładunek: DirecTV-1R; Uwagi: start udany
3. 12 marca 2000, 14:49:15 GMT; s/n?; miejsce startu: Ocean Odyssey, Ocean Spokojny
Ładunek: ICO F-1; Uwagi: start nieudany – przedwczesne wyłączenie się 2. członu na skutek błędnej komendy w oprogramowaniu elektrozaworu; ładunek spadł do oceanu
4. 28 lipca 2000, 22:42:00 GMT; s/n?; miejsce startu: Ocean Odyssey, Ocean Spokojny
Ładunek: PAS 9; Uwagi: start udany
5. 21 października 2000, 05:52 GMT; s/n 5; miejsce startu: Ocean Odyssey, Ocean Spokojny
Ładunek: Thuraya 1; Uwagi: start udany
6. 18 marca 2001, 22:33:30 GMT; s/n?; miejsce startu: Ocean Odyssey, Ocean Spokojny
Ładunek: XM-2 Rock; Uwagi: start udany
7. 8 maja 2001, 22:10:29 GMT; s/n?; miejsce startu: Ocean Odyssey, Ocean Spokojny
Ładunek: XM-1 Roll; Uwagi: start udany
8. 15 czerwca 2002, 22:39:30 GMT; s/n?; miejsce startu: Ocean Odyssey, Ocean Spokojny
Ładunek: Galaxy 3C; Uwagi: start udany
9. 10 czerwca 2003, 13:55:59 GMT; s/n 11; miejsce startu: Ocean Odyssey, Ocean Spokojny
Ładunek: Thuraya 2; Uwagi: start udany
10. 8 sierpnia 2003, 03:30:55 GMT; s/n 10; miejsce startu: Ocean Odyssey, Ocean Spokojny
Ładunek: Echostar 9; Uwagi: start udany
11. 1 października 2003, 04:02:59 GMT; s/n 13; miejsce startu: Ocean Odyssey, Ocean Spokojny
Ładunek: Horizons 1; Uwagi: start udany
12. 11 stycznia 2004, 04:12:59 GMT; s/n 12; miejsce startu: Ocean Odyssey, Ocean Spokojny
Ładunek: Estrela do Sul 1; Uwagi: start udany
13. 4 maja 2004, 12:42:00 GMT; s/n 21; miejsce startu: Ocean Odyssey, Ocean Spokojny
Ładunek: DirecTV-7S; Uwagi: start udany
14. 29 czerwca 2004, 03:58:59 GMT; s/n 11; miejsce startu: Ocean Odyssey, Ocean Spokojny
Ładunek: Apstar 5; Uwagi: start częściowo nieudany – awaria ostatniego członu pozostawiła satelitę na nieużytecznej orbicie
15. 1 marca 2005, 03:50:59 GMT; s/n 18; miejsce startu: Ocean Odyssey, Ocean Spokojny
Ładunek: XM-3 Rythm; Uwagi: start udany
16. 26 kwietnia 2005, 07:31:29 GMT; s/n 17; miejsce startu: Ocean Odyssey, Ocean Spokojny
Ładunek: Spaceway 1; Uwagi: start udany
17. 23 czerwca 2005, 14:03:00 GMT; s/n 14; miejsce startu: Ocean Odyssey, Ocean Spokojny
Ładunek: Intelsat Americas 8; Uwagi: start udany
18. 8 listopada 2005, 14:06:59 GMT; s/n 23; miejsce startu: Ocean Odyssey, Ocean Spokojny
Ładunek: Inmarsat 4F-2; Uwagi: start udany
19. 15 lutego 2006, 23:34:55 GMT; s/n ; miejsce startu: Ocean Odyssey, Ocean Spokojny
Ładunek: Echostar 10; Uwagi: start udany
20. 12 kwietnia 2006, 23:29:59 GMT; s/n 21; miejsce startu: Ocean Odyssey, Ocean Spokojny
Ładunek: JCSAT 9; Uwagi: start udany
21. 18 czerwca 2006, 07:50 GMT; s/n 29; miejsce startu: Ocean Odyssey, Ocean Spokojny
Ładunek: Galaxy 16; Uwagi: start udany
22. 22 sierpnia 2006, 03:27:01 GMT; s/n?; miejsce startu: Ocean Odyssey, Ocean Spokojny
Ładunek: Koreasat 5; Uwagi: start udany
23. 30 października 2006, 23:48:59 GMT; s/n?; miejsce startu: Ocean Odyssey, Ocean Spokojny
Ładunek: XM-4 Blues; Uwagi: start udany
24. 30 stycznia 2007, 22:32 GMT; s/n ; miejsce startu: Ocean Odyssey, Ocean Spokojny
Ładunek: NSS-8; Uwagi: start nieudany – kilka sekund po włączeniu, jeszcze przed wzlotem rakiety, awaria silnika 1. stopnia powoduje eksplozję rakiety na platformie Ocean Odyssey
25. 15 stycznia 2008, 11:48:59 GMT; s/n?; miejsce startu: Ocean Odyssey, Ocean Spokojny
Ładunek: Thuraya 3; Uwagi: start udany
26. 21 maja 2008, 09:43:59 GMT; s/n?; miejsce startu: Ocean Odyssey, Ocean Spokojny
Ładunek: Galaxy 18; Uwagi:: start udany
27. 16 lipca 2008, 05:20:59 GMT; s/n?; miejsce startu: Ocean Odyssey, Ocean Spokojny
Ładunek: Echostar 11; Uwagi: start udany
28. 24 września 2008, 09:27:59 GMT s/n?; miejsce startu: Ocean Odyssey, Ocean Spokojny
Ładunek: Galaxy 19; Uwagi: start udany
29. 26 lutego 2009, 18:29:55 GMT s/n?; miejsce startu: Ocean Odyssey, Ocean Spokojny
Ładunek: Telstar 11N; Uwagi: start udany
30. 20 kwietnia 2009, 08:15:59 GMT s/n?; miejsce startu: Ocean Odyssey, Ocean Spokojny
Ładunek: SCIRAL 1B; Uwagi: start udany
31. 24 września 2011, 22:18 GMT s/n?; miejsce startu: Ocean Odyssey, Ocean Spokojny
Ładunek: Atlantic Bird 7; Uwagi: start udany
32. 1 czerwca 2012, 05:23 GMT s/n?; miejsce startu: Ocean Odyssey, Ocean Spokojny
Ładunek: Intelsat 19; Uwagi: start udany
33. 19 sierpnia 2012, 06:54:59 GMT s/n?; miejsce startu: Ocean Odyssey, Ocean Spokojny
Ładunek: Intelsat 21; Uwagi: start udany
34. 3 grudnia 2012, 20:43:59 GMT s/n?; miejsce startu: Ocean Odyssey, Ocean Spokojny
Ładunek: Eutelsat 70B; Uwagi: start udany
35. 1 lutego 2013, 06:56 GMT s/n?; miejsce startu: Ocean Odyssey, Ocean Spokojny
Ładunek: Intelsat 27; Uwagi: start nieudany – awaria systemu kontrolnego rakiety, wyłączenie silnika RD-171 po 25 sekundach lotu, rakieta z ładunkiem spadła do Pacyfiku.
36. 26 maja 2014, 21:09:59 GMT s/n?; miejsce startu: Ocean Odyssey, Ocean Spokojny
Ładunek: Eutelsat 3B; Uwagi: start udany